# NGC 2569
NGC 2569 è una galassia lenticolare (o ellittica) situata nella costellazione del Cancro, a una distanza di circa 258 milioni di anni luce dalla nostra Via Lattea.

## Scoperta
La galassia è stata scoperta il 19 febbraio 1862 dall'astronomo tedesco Heinrich Louis d'Arrest.

## Descrizione
Il database SIMBAD la classifica come galassia LINER, cioè una galassia il cui nucleo presenta uno spettro di emissione caratterizzato da larghe righe di atomi debolmente ionizzati.

## Gruppo di NGC 2563
NGC 2569 fa parte del Gruppo di NGC 2563. Oltre a NGC 2569 e NGC 2563, il gruppo comprende almeno altre 12 galassie, tra cui quelle inserite nel New General Catalogue sono NGC 2556, NGC 2557, NGC 2558, NGC 2560, NGC 2562 e NGC 2563.